# Benedykt Augustyniak
Benedykt Stanisław Augustyniak (ur. 1 marca 1932 w Poznaniu, zm. 18 kwietnia 2017) – polski wioślarz, olimpijczyk z Rzymu (1960) i działacz sportowy.

## Życiorys
Urodził się 1 marca 1932 w Poznaniu w rodzinie robotnika Franciszka Augustyniaka (ur. 1905) i Praksedy z Pasicielów (ur. 1905). Absolwent Akademii Wychowania Fizycznego w Poznaniu (ok. 1955).
Jego kariera sportowa przypadała na lata 1950–1962. Należał do takich klubów sportowych jak: KW 04 Poznań, Zawisza Bydgoszcz i BTW Bydgoszcz.
W wyniku wypadku samochodowego był zmuszony porzucić wioślarstwo. Przeniósł się do Kowar, a następnie do Jeleniej Góry, gdzie tworzył oddział TKKF. W 1978 osiadł w Wałbrzychu, tam pracował w Wojewódzkim Zrzeszeniu Sportowym Spółdzielczości Pracy „Start”, następnie w TKKF-ie oraz w Domu Dziecka „Rodzinka”. Jako emeryt pracował w dwóch wałbrzyskich szkołach. Był działaczem na rzecz rozwoju kultury fizycznej, m.in. członkiem komisji PKOl w Wałbrzychu i wiceprezesem Ogniska TKKF Podzamcze.
Zmarł 18 kwietnia 2017. Pochowany 29 kwietnia 2017 na Cmentarzu parafialnym przy alei Brzozowej 31 w Świdnicy.

## Osiągnięcia sportowe
- 12 razy zdobył mistrzostwo Polski;
- 1958 – 6. miejsce podczas mistrzostw Europy w Poznaniu (czwórki bez sternika, w osadzie razem z Z. Knoppem, M. Wrzeszczykowskim i Kazimierzem Neumannem);
- 1959 – 7. miejsce (finał B) podczas mistrzostw Europy w Macon (czwórki bez sternika, w osadzie razem z Bogdanem Poniatowskim, Kazimierzem Neumannem, Antonim Rosołowiczem)
- 1960 – uczestnik igrzysk olimpijskich w Rzymie, w osadzie razem z Bogdanem Poniatowskim, Kazimierzem Neumannem, Antonim Rosołowiczem – czwórki bez sternika odpadły z konkurencji po 3. miejscu w przedbiegach (6:34.20), a następnie 3. miejscu w repesażach (6:48.50).

## Ordery i odznaczenia
- Złoty Krzyż Zasługi
- Medal Komisji Edukacji Narodowej
- Odznaka „Zasłużony Mistrz Sportu”
- Złoty Medal Polskiego Komitetu Olimpijskiego